# ماري ليون
ماري ليون (بالإنجليزية: Mary F. Lyon)‏ (من مواليد 15 مايو 1925 - 25 ديسمبر 2014) (15 May 1925 – 25 December 2014) كانت عالمة وراثةإنجليزية، حصلت على شهرتها بفضل اكتشافها ل التَعْطيلُ الصِّبْغِيِّ إكس، وهي ظاهرة البيولوجية هامة.

## الجوائز
- [[زميلة في الجمعية الملكية (1973)[8]
- قلادة ملكية (1984)
- دكتوراه في العلوم[1]
- جائزة وليام الآن في الطب (1986)
- جائزة وولف في الطب (1997)